# Medea: Harlan's World
Medea: Harlan's World är en science fiction-antologisamling från 1985 där alla berättelserna utspelar sig på samma fiktiva måne.

## Innehåll
- Inledning: Cosmic Hod-Carriers
- Del I: The Specs 
  - Introduction
  - Basic Concepts: Astrophysics, Geology (av Hal Clement)
  - Geology, Meteorology, Oceanography, Geography, Nomenclature, Biology (av Poul Anderson)
  - Biology, Ecology, Xenology (av Larry Niven)
  - Xenology, Sociology, Politics, Theology, Mathematics (av Frederik Pohl)
- Del II: The Concept Seminar
- Del III: The Extrapolations, the Questions
- Del IV: Second Thoughts
- Del V: The Stories 
  - "Farside Station" av Jack Williamson
  - "Flare Time" av Larry Niven
  - "With Virgil Oddum at the East Pole" av Harlan Ellison
  - "Swanilda's Song" av Frederik Pohl
  - "Seasoning" av Hal Clement
  - "Concepts" av Thomas M. Disch
  - "Songs of a Sentient Flute" av Frank Herbert
  - "Hunter's Moon" av Poul Anderson
  - "The Promise" av Kate Wilhelm
  - "Why Dolphins Don't Bite" av Theodore Sturgeon
  - "Waiting for the Earthquake" av Robert Silverberg

### Fotnoter
1. ↑  ”Medea: Harlan's World” (på engelska). Worldcat. 12 mars 1985. http://www.worldcat.org/title/medea-harlans-world/oclc/11622689&referer=brief_results. Läst 11 oktober 2014.